# Сентервил (округ Галија, Охајо)
Сентервил (енгл. Centerville, Gallia County) град је у америчкој савезној држави Охајо.

## Демографија
По попису из 2010. године број становника је 103, што је 31 (-23,1%) становника мање него 2000. године.
| Група             | 2000.       | 2010.       |
| Белци             | 129 (96,3%) | 101 (98,1%) |
| Афроамериканци    | 1 (0,7%)    | 1 (1,0%)    |
| Азијати           | 0 (0,0%)    | 0 (0,0%)    |
| Хиспаноамериканци | 0 (0,0%)    | 0 (0,0%)    |
| Укупно            | 134         | 103         |